# Федоровський Микола Федорович

Микола Федорович Федоровський

Мико́ла Фе́дорович Федоро́вський (* 4 грудня 1837, м. Борзна, Чернігівська губ. — †23 червня 1918, м. Бердянськ) — генерал-майор військово-навчального відомства, український освітній діяч, меценат.

## Життєпис
Микола Федоровський народився 1837 року на Чернігівщині. В 1856 році закінчив спеціальні класи Петровського Полтавського кадетського корпусу, потім у офіцерській Тифліській школі. Служив на Кавказі в 16-му Кавказькому лінійному батальйоні, брав участь у військових подіях.
Викладач Єлисаветградського кавалерійського училища. Ініціатор створення першого в Україні і Російській імперії безплатного ремісничо-грамотного училища для дітей з народу. Єлисаветградське ремісничо-грамотне училище було відкрито 15 (27) жовтня 1867 року на Ковалівці в Єлисаветграді (нині Кропивницький). М. Ф. Федоровський ініціював створення першого в світі пам'ятника Т. Шевченку - у садку при училищі учні насипали могилу-курган Шевченку. Пам'ятник "Могила Шевченку" поставлено до 10-річчя смерті Тараса Шевченка у 1871 році.
Співорганізатор театральної групи в Єлисаветграді з Петром Ніщинським, Тобілевичами та Марком Кропивницьким.
Уже під 50 років Федоровський одружився в Чернігові з молодою дівчиною, мав від неї доньку.
1894 року покинув службу в чині генерал-майора. Жив деякий час у Києві. Потім якесь комерційне товариство на Дону запросило Федоровського до себе за голову. Але така робота, що вимагала тільки генеральського підпису, не могла його вдовольнити, тож він її скоро покинув.
Оселившись у Петербурзі, Федоровський присвятив останні роки життя громадським і добродійним справам. Був головним ініціатором заснування українського Благодійного товариства видавання загальнокорисних і дешевих книг у Петербурзі, а також дійсним членом С.-Петербурзького товариства гомеопатії.
Крім того, Федоровський організував ще два товариства: «Народна самодопомога при хворобах» і «Всеслов'янське музичне коло для духовного підвищення народу».
Наприкінці життя з дружиною та донькою опинився у Бердянську, де 1918 року помер на вісімдесят першому році життя.

У Єлисаветградських вістях від 23 (10) червня 1918 повідомлялося, що «Помер відомий український діяч генерал Микола Федорович Федоровський. Будучи подвижником української культури, він організував перші аматорські вистави, де розпочалася творчість М.Кропивницького, І.Карпенка-Карого, заснував міське Товариство грамотності та ремісничу школу».

## Вшанування пам'яті
- 19 лютого 2016 року у Фортечному районі міста Кропивницького вулицю Фурманова перейменовано на вулицю Миколи Федоровського.[7]
- 6 березня 2018 року Державний навчальний заклад “Кіровоградське вище професійне училище №4” перейменовано на Центральноукраїнське вище професійне училище імені Миколи Федоровського.[8] ЦВПУ імені Миколи Федоровського вважаєтьтся спадкоємцем Єлисаветградського ремісничо-грамотного училища на Ковалівці, заснованого Миколою Федоровським та дружинами офіцерів Ганною Різановою і Ганною Некрасовою 15 (27) жовтня 1867 році.[9]

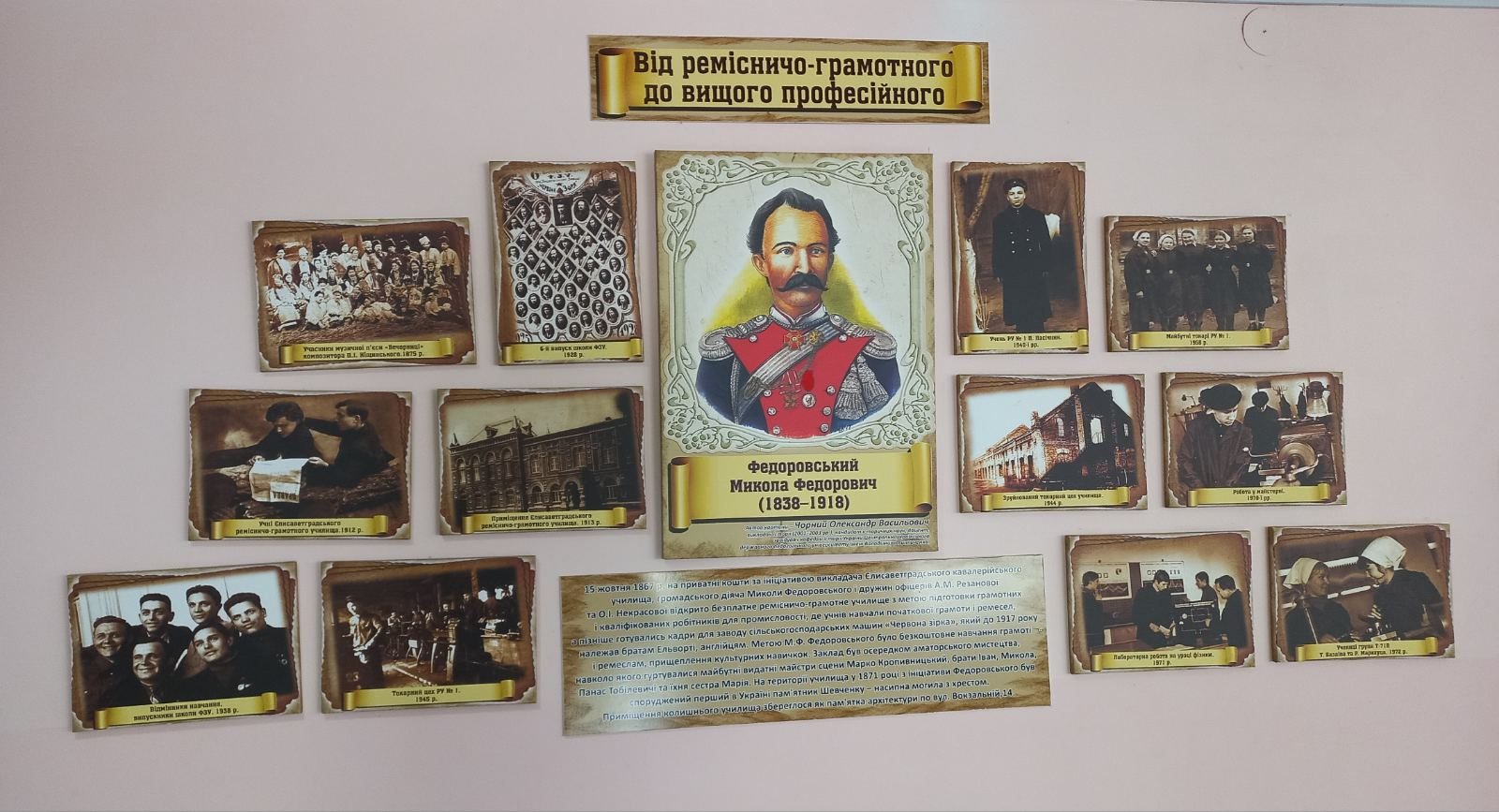
Картина "Федоровський Микола Федорович (1838-1918)". Автор картини Чорний Олександр Васильович - кандидат історичних наук, доцент кафедри історії України Центральноукраїнського педагогічного університету імені Володимира Винниченка. Картина виставлена в експозиції "Від ремісничо-грамотного до вищого професійного" у приміщенні Центральноукраїнського вищого професійного училища імені Миколи Федоровського.

- Картина "Федоровський Микола Федорович (1838-1918)". Автор картини Чорний Олександр Васильович - кандидат історичних наук, доцент кафедри історії України Центральноукраїнського педагогічного університету імені Володимира Винниченка. Картина виставлена в експозиції "Від ремісничо-грамотного до вищого професійного" у приміщенні Центральноукраїнського вищого професійного училища імені Миколи Федоровського.Картина "Федоровський Микола Федорович (1838-1918)" виставлена у приміщенні Центральноукраїнського вищого професійного училища імені Миколи Федоровського за адресою місто Кропивницький, вулиця Юрія Коваленка, 6/5. Автор картини Чорний Олександр Васильович - кандидат історичних наук, доцент кафедри історії України Центральноукраїнського державного педагогічного університету імені Володимира Винниченка.

## Опубліковані праці
- На общий суд! Ответ Киев. мед. фак. на его мнение о гомеопат. методе лечения (К докл. очеред. зем. собр.) / Н. Ф. Ф. Киев, тип. Г. Т. Корчак-Новицкого, 1887. — 24 с.

- О шелководстве на Юге России, как кустарной промышленности, в связи с развитием сельского хозяйства. С прил. краткого руководства по шелководству для народных учителей: Из лекций, чит. Съезду нар. учителей Киев., Полтав. и Волын. губ. в Киеве, д. чл. Ком. шелководства Моск. о[-ва] сел. хоз. Н. Федоровским. Чернигов, Зем. тип., 1887. — [2], 32 с. Изд. также под загл.: «О шелководстве»; «О шелководстве на Юге России».

- Доклад члена Правления Н. Ф. Федоровского Черниговскому обществу последователей гомеопатии о необходимости открытия гомеопатической аптеки в Чернигове. — Киев: тип. М. Д. Ивановой, ценз. 1893. — 8 с.

- К вопросу о народном здравии: Посвящается вниманию земства и духовенства чл. С.-Петерб. о-ва последователей гомеопатии Федоровским. Киев, тип. Г. Т. Корчак-Новицкого, 1884. — 24 с.

- О самопомощи в холере: Докл. Н. Ф. Федоровского Киев. о-ву последователей гомеопатии. Киев, тип. С. В. Кульженко, 1893. — 77 с.

- Доклад Харьковскому обществу последователей гомеопатии члена Общества Н. Ф. Федоровского [о необходимости распространения в народе гомеопатического метода лечения]. Харьков, 1894. — 16 с.

- О шелководстве: С практ. руководством разведения шелковицы, выкормки шелков. червя и размотки шелка / Сост. д. чл. Ком. шелководства Моск. общ. сел. хоз…. Н. Ф. Федоровским. — 3-е изд., вновь пересмотр. и доп. Киев, тип. С. В. Кульженко, 1889. — XII, 99 с. с ил.

- Книга для чтения о сельском хозяйстве / [Николай Федоровский]. Санкт-Петербург, Синод. тип., 1890. [4], 96 с. с ил.

- Как добывают шелк? Для чтения в школе и дома / Н. Федоровский. 2-е изд. Киев, тип. Г. Бруна, 1890. 30 с. с ил.

- Как добывают шелк? Для чтения в школе и дома / Н. Федоровский. 3-е изд. Киев, тип. К. Н. Милевского, 1894. [2], 32 с. с ил.

- Гомеопатия и государство [Докл. Н. Ф. Федоровского общ. собр. членов С.-Петерб. о-ва самопомощи в болезнях 13 мая 1901 г.] / Н. Ф. Федоровский. Харьков, тип. «Печ. дело» кн. К. Н. Гагарина, 1901. [2], 84 с. с ил.

- Гомеопатия предохраняет и излечивает холеру с поразительным успехом. Н. Федоровский. Санкт-Петербург, тип. «С.-Петерб. вед.», 1908. 24 с.

- Основа народного богатства [Посвящается деятельному вниманию членов Гос. думы и земства]. Н. Федоровский. Санкт-Петербург, тип. Тренке и Фюсно, 1910. 34 с.

- О войсковой самопомощи в болезнях в мирное и боевое время. Н. Ф. Федоровский. Хорол, 1913. 10 с.

- Действительные меры борьбы с алкоголизмом. Н. Федоровский. Санкт-Петербург, типо-лит. К. Л. Пентковского, 1914. [2], 16 с.

- О войсковой самопомощи в болезнях в мирное и боевое время. Н. Ф. Федоровский. Санкт-Петербург, типо-лит. К. Л. Пентковского, 1914. [2], 13 с.